# Achilo
Achilo là một chi bướm đêm thuộc họ Crambidae.

## Các loài
- Achilo lignella (Amsel, 1956)